# Tomas Venclova
Tomas Venclova (* 11. září 1937 Klaipėda) je litevský spisovatel, publicista a překladatel, žijící v USA.
Je synem novináře a spisovatele Antanase Venclovy, který se stal po připojení Litvy k Sovětskému svazu ministrem školství a napsal text hymny Litevské SSR. Vystudoval filologii na Vilniuské univerzitě, jeho zájem o sémiotiku ovlivnil Jurij Lotman. Překládal polskou a ruskou literaturu a v roce 1972 vydal debutovou sbírku poezie Znamení jazyka.
Na rozdíl od svého otce byl kritikem komunistického režimu a v roce 1976 se stal jedním z pěti zakladatelů Litevské Helsinské skupiny. V roce 1977 byl pro své disidentské aktivity donucen odejít do Spojených států amerických, kde přednášel na Kalifornské univerzitě v Berkeley a Yaleově univerzitě. Jeho blízkými přáteli v exilu byli Josif Brodskij a Czesław Miłosz, s nímž napsal společně knihu Dialog o Vilniusu. Žije v New Havenu.
Vydal více než dvacet básnických sbírek, psaných převážně vázaným veršem, za svůj básnický vzor označuje Borise Pasternaka. Je také autorem esejů na společenskopolitická témata a studií z oblasti literární historie. Jeho dílo bylo přeloženo do dvanácti jazyků.
Je laureátem Petrarcovy ceny. V roce 1999 mu byla udělen Řád Vitolda Velikého a v roce 2000 Litevská národní cena za kulturu a umění. Dům Venclovovy rodiny ve Vilniusu slouží jako literární muzeum.
Jeho básnická tvorba vyšla v češtině ve výboru Čas rozpůlil se... / Įpusėja para... (přeložili Jaroslav Kabíček a Alena Vlčková, nakladatelství Venkovské dílo 2014, ISBN 978-80-905706-0-3).